# إيان يونج
البروفيسور إيان يونج (بالإنجليزية: Ian Young)‏ (ولد في 11 يناير 1932) (حاصل على رتبة الإمبراطورية البريطانية، زمالة الأكاديمية الملكية للهندسة، زمالة الجمعية الملكية) وهو طبيب فيزيائي بريطاني، المعروف عن عمله في مجال التصوير بالرنين المغناطيسي (MRI).

## حياته
درس الفيزياء من جامعة أبردين، ثم عمل في EMI من 1976 إلى 1981، ثم في GEC من 1981 إلى 1982، وأصبح كبير العلماء في قسم NMR لشركة بيكر الدولية عند إنشائها.
أصبح أستاذ زائر للأشعة في المدرسة الطبية الملكية للدراسات العليا في عام 1986. كان أستاذاً زائراً بكلية الطب في مدرسة طب كلية إمبيريال في مستشفى هامرسميث في الفترة من 1983 إلى 2001. وهو أيضاً باحث كبير في مركز هيرست للأبحاث.
في عام 1992، حصل على درجة الدكتوراه الفخرية من جامعة أبردين. حصل على زمالة الأكاديمية الملكية للهندسة في عام 1988. وزمالة الجمعية الملكية في عام 1989. في عام 1990 أصبح زميلاً فخريًا للكلية الملكية لأخصائي الأشعة وحصل على رتبة الإمبراطورية البريطانية عام 1986. حصل يونج على أكثر من 40 براءة اختراع وقام بتأليف أكثر من 100 بحث حول التصوير بالرنين المغناطيسي.
حصل على وسام ويتل 2004 من الأكاديمية الملكية للهندسة وكان رئيسًا لجمعية الرنين المغناطيسي في الطب من عام 1991 إلى عام 1992.

## وصلات خارجية
- "Young, Ian R.: EMI's Venture into NMR—An Industrial Saga",  Encyclopedia of Magnetic Resonance. 15 March 2007
- http://patent.ipexl.com/inventor/Ian_Robert_Young_1.html%5Bوصلة+مكسورة%5D
- https://web.archive.org/web/20120401133847/http://www.ms-society.ie/pages/ian-r-young/
- http://www.peeljonescopper.co.uk/
- قالب:History of Modern Biomedicine Research Group ID